# 鯛魚燒

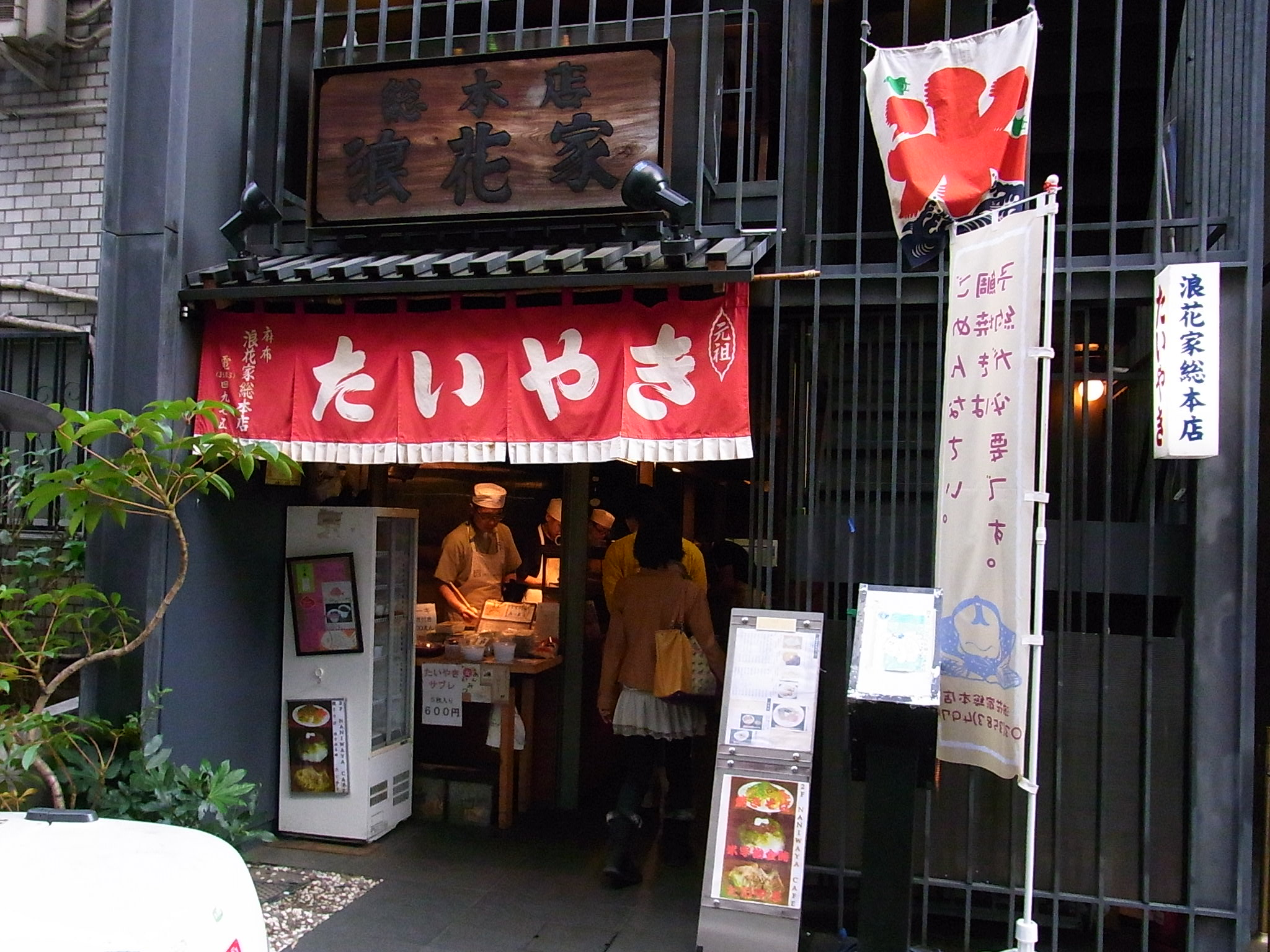
麻布十番、浪速家総本店

鯛魚燒（日语：／／ Tai-yaki */?），是一種源自日本東京，以麵粉、砂糖與小蘇打為材料，內包有紅豆泥或其他餡料，所製成形狀像鯛魚的一款和菓子，衍生自今川燒。

## 脚注
1. ↑  . Blog.ULifestyle.com.hk.   [2015-01-26]. （原始内容存档于2019-10-22） （中文（香港））.